# Catedral de Nuestra Señora de la Sabiduría (Butare)
La Catedral de Nuestra Señora de la Sabiduría[cita requerida] o simplemente Catedral de Butare (en francés: Cathédrale Notre-Dame de la Sagesse.) es el nombre que recibe un edificio religioso que pertenece a la Iglesia católica y se encuentra ubicado en la localidad de Butare, en el parte meridional del país africano de Ruanda.
Se trata de la catedral más grande de esa nación, que fue construida en la década de 1930 cuando Butare era la capital colonial para conmemorar la vida de la Astrid de Suecia reina consorte de los belgas hasta 1935.
El templo sigue el rito romano o latino y sirve como la sede de la diócesis de Butare (Dioecesis Butarensis) que erigida en 1961 por el papa Juan XXIII mediante la bula Gaudet sancta.